# Shirley's Angels
Shirley's Angels är en svensk popgrupp bestående av tre kvinnliga soloartister: Shirley Clamp, Vera Prada och Jessica Marberger. Trion tävlade i den tredje deltävlingen i Melodifestivalen 2011 med låten I Thought It Was Forever, som gick vidare till Andra chansen där den dock åkte ur tävlingen. Låten är skriven av Robin Abrahamsson, Alexander Bard, Bobby Ljunggren och Henrik Wikström. Under Stockholm Pride 2011 uppträdde de med nya singeln Bananarama covern Love In The First Degree 

### Fotnoter
1. ↑  ”Arkiverade kopian”. Arkiverad från originalet den 27 april 2012. https://www.webcitation.org/67Efe5CDQ?url=http://poplight.zitiz.se/artikel/melodifestivalen-2011-shirley-clamp-och-eric-saade-bland-artisterna. Läst 29 november 2010.
2. ↑  http://www.youtube.com/watch?v=FKFateYplAA